# Vrsi
Vrsi är en ort i Kroatien.   Den ligger i länet Zadars län, i den södra delen av landet, 180 km söder om huvudstaden Zagreb. Vrsi ligger 55 meter över havet och antalet invånare är 1 515.
Terrängen runt Vrsi är platt. Havet är nära Vrsi åt nordväst. Runt Vrsi är det ganska glesbefolkat, med 23 invånare per kvadratkilometer. Närmaste större samhälle är Zadar, 16,1 km söder om Vrsi. 